# Juan Rodríguez Juárez (conquistador)
Juan Rodríguez Juárez (1529 - 1593), fue un militar de origen español, partícipe de la conquista del Tucumán a mediados del siglo XVI, en el actual territorio de la República Argentina. Junto con su esposa, Catalina Garzón, fueron la pareja fundadora del linaje Juárez Baviano, en San Miguel de Tucumán.

## Biografía
Nacido en 1529, sus primeras incursiones en el Nuevo Mundo comienzan en Panamá, en 1547 De allí partió al Perú, con las huestes del licenciado Pedro de la Gasca. En 1548, combatió en la batalla de Jaquijahuana, en contra de Gonzalo Pizarro.
En 1550 llegó al Tucumán con Juan Núñez de Prado, a quien acompañó en las tres fundaciones de El Barco. Luego Francisco de Aguirre lo hizo prisionero.
Acompañó a Juan Pérez de Zurita en las fundaciones de Cañete, Londres, y Córdoba de Calchaquí. Participó en la lucha contra los aborígenes Guatiliguala, Olcos, Socotonio y Lules entre 1558 y 1561.
Junto a Gregorio de Castañeda, fue vecino fundador de la Ciudad de Nieva, y tuvo que defender a la Gobernación del Tucumán y a Santiago del Estero cuando ese gobernador huyó a Chile.
En 1565, asistió a la fundación de San Miguel de Tucumán y fue teniente de Aguirre en ese mismo año. Formó parte en la campaña contra los comechingones en 1566. Socorrió a Talavera y fue con Nicolás Carrizo escoltando un convoy de carretas con mercaderías que desde Santiago del Estero se envió a Charcas.
Participó en la fundación de Córdoba en 1573. Fue alférez de la expedición al río Paraná y socorrió a Juan de Garay contra el ataque que le preparaban los indígenas. Como premio a sus servicios, se le otorgó un repartimiento de aborígenes en Carcarañá.
Por no acatar una orden, se enemistó con el gobernador Hernando de Lerma, quien ordenó su detención y lo tuvo engrillado. En otra oportunidad, Rodríguez Juárez pudo escapar de la orden de arresto. En venganza, Lerma le quitó todos los indígenas de su repartimiento, los del servicio de su casa y hasta las armas que cuidaban a sus hijos, lo que provocó la muerte por hambre de un nieto, por falta de leche.
Estuvo casado con Catalina Garzón, con la cual tuvo varias hijas y al menos cuatro varones Juárez Baviano: Juan, Diego, Felipe e Isidro. Tuvo también dos hijos naturales, Pedro Rodríguez Juárez y Diego Rodríguez Juárez, vecinos fundadores de la ciudad de Salta.